# Peter Angerer
Pour les articles homonymes, voir Angerer.
Peter Angerer, né le 14 juillet 1959 à Siegsdorf, est un biathlète allemand, champion olympique de l'individuel. Au total, il compte cinq médailles olympiques entre 1980 et 1988.

## Biographie
Peter Angerer commence sa carrière internationale en 1980, remportant d'abord les titres mondiaux junior de l'individuel et du relais. Il prend part ensuite aux Jeux olympiques à Lake Placid, où il se classe huitième du sprint et décroche la médaille de bronze du relais avec Franz Bernreiter, Hans Estner et Gerd Winkler. Il s'affirme dans l'élite du biathlon en 1981, lorsqu'il monte sur ses premiers podiums individuels à Ruhpolding et Hedenäset, et obtient une première médaille, en argent, aux Championnats du monde avec le relais allemand. En 1983, il finit en tête du classement général de la Coupe du monde et remporte aussi deux médailles individuelles aux Championnats du monde : argent sur le sprint et bronze sur l'individuel.
En 1984, malgré quatre succès en Coupe du monde il se contente du deuxième rang au classement général, tandis qu'aux Jeux olympiques de Sarajevo, il remporte la médaille d'or du 20 km individuel, la médaille d'argent du sprint et la médaille de bronze du relais.
Aux Championnats du monde 1986, après être monté sur le podium de l'individuel et du relais, il est disqualifié à la suite d'un contrôle positif à un stéroïde anabolisant qui était contenu dans un de ses médicaments.
Il se retire de la compétition en 1988, après une dernière participation aux Jeux olympiques d'hiver en tant que porte-drapeau où il obtient la médaille d'argent en relais avec Ernst Reiter, Stefan Höck et Fritz Fischer.

## Palmarès

### Jeux olympiques d'hiver
| Épreuve / Édition   | Individuel                     | Sprint                             | Relais                              |
| ------------------- | ------------------------------ | ---------------------------------- | ----------------------------------- |
| JO 1980 Lake Placid | 27e                            | 8e                                 | Médaille de bronze, Jeux olympiques |
| JO 1984 Sarajevo    | Médaille d'or, Jeux olympiques | Médaille d'argent, Jeux olympiques | Médaille de bronze, Jeux olympiques |
| JO 1988 Calgary     | 10e                            | 10e                                | Médaille d'argent, Jeux olympiques  |

### Championnats du monde
| Épreuve    | 1981 à Lahti                      | 1982 à Minsk | 1983 à Antholz                     | 1985 à Ruhpolding                  | 1986 à Oslo | 1987 à Lake Placid                 |
| ---------- | --------------------------------- | ------------ | ---------------------------------- | ---------------------------------- | ----------- | ---------------------------------- |
| Individuel | 16e                               | 19e          | Médaille de bronze, Coupe du Monde | 10e                                | 35e         | 7e                                 |
| Sprint     | 6e                                | 31e          | Médaille d'argent, Coupe du Monde  | 8e                                 | DSQ         | 30e                                |
| Relais     | Médaille d'argent, Coupe du Monde | 4e           | 4e                                 | Médaille de bronze, Coupe du Monde | DSQ         | Médaille de bronze, Coupe du Monde |

### Coupe du monde
- Vainqueur du classement général en 1983 et 2 fois deuxième (1984 et 1986).
- 26 podiums individuels, dont 11 victoires.
- 1 victoire en relais[1].

#### Liste des victoires
11 victoires :
| Saison                | Date            | Lieu               | Discipline                         |
| --------------------- | --------------- | ------------------ | ---------------------------------- |
| 1982–1983 1 victoire  | 27 janvier 1983 | Ruhpolding         | 20 km individuel                   |
| 1983–1984 4 victoires | 19 janvier 1984 | Ruhpolding         | 20 km individuel                   |
| 1983–1984 4 victoires | 21 janvier 1984 | Ruhpolding         | 10 km sprint                       |
| 1983–1984 4 victoires | 11 février 1984 | Sarajevo           | 20 km individuel (Jeux olympiques) |
| 1983–1984 4 victoires | 7 mars 1984     | Oslo Holmenkollen  | 20 km individuel                   |
| 1984–1985 2 victoires | 17 janvier 1985 | Oberhof            | 20 km individuel                   |
| 1984–1985 2 victoires | 7 mars 1985     | Oslo Holmenkollen  | 20 km individuel                   |
| 1985–1986 3 victoires | 18 janvier 1986 | Antholz-Anterselva | 10 km sprint                       |
| 1985–1986 3 victoires | 30 janvier 1986 | Oberhof            | 20 km individuel                   |
| 1985–1986 3 victoires | 8 mars 1986     | Lahti              | 20 km individuel                   |
| 1986–1987 1 victoire  | 14 mars 1987    | Lillehammer        | 10 km sprint                       |